# Castiglione d'Otranto
Castiglione d'Otranto (Castijune in dialetto salentino) è una frazione di 1.220 abitanti del comune di Andrano in provincia di Lecce. Sorge nel Salento meridionale.

## Geografia fisica
Il centro urbano di Castiglione d'Otranto, posizionato nel sud Salento a 108 m s.l.m., dista 3 km dal capoluogo comunale e circa 50 km da Lecce. Marina di Andrano, località marittima del comune andranese, si trova a 6 km. Il territorio circostante è pianeggiante ed è ricoperto da immense distese di uliveti.

## Origini del nome
Sembra che il nome derivi dal latino medievale castellum, "castello". Si pensa, infatti, che anticamente in questo luogo sorgesse una rocca, distrutta dai barbari nel X secolo.

## Storia
Castiglione d'Otranto ha origini remote. Da alcuni studi effettuati pare sia sorto nel luogo dove esisteva una rocca andata distrutta nel X secolo dai barbari. Fu comune autonomo sino al 1859 anno in cui passò sotto l'amministrazione del comune di Andrano.
Diverse furono le famiglie baronali che ebbero in feudo il piccolo centro: dapprima i Rondachi di Otranto, poi i Branai (Granai) Castriota (discendenti di Vrana Konti) e per ultimi i Bacile di Spongano.
Si pensa fu antico Castello della vicina Vaste e ne subì la distruzione insieme a questa nel 1156 ad opera dei Barbari. Risorse nei primi decenni del Duecento con un piccolo agglomerato di abitazioni, tanto da essere elevato ad antico Villaggio di Terra d'Otranto.

## Monumenti e luoghi d'interesse
- Chiesa Madre. Risale al XVII secolo ed è dedicata a San Michele Arcangelo. È una sobria costruzione barocca, ad unica navata, con altari dedicati alla Madonna Immacolata e a Sant'Antonio di Padova. Di particolare pregio è l'antico organo a canne Vincenzo De Micheli. (Vedi "Organo a canne Vincenzo De Micheli - Castiglione d'Otranto")

- Cappella dell'Annunziata, XVII secolo.

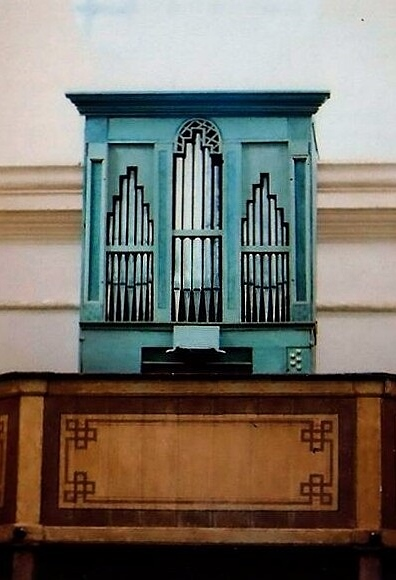
Antico organo a canne Vincenzo De Micheli

- Cappella di Santa Maria Maddalena. La piccola chiesa è stata eretta probabilmente intorno al XV secolo ma venne ricostruita quasi ex novo nel 1752. Presenta un semplice prospetto sormontato da un campanile a vela; l'interno, ad aula unica, conserva un affresco e un paliotto in legno raffiguranti entrambi Santa Maria Maddalena.
- Cripta dello Spirito Santo. È ubicata in prossimità della cappella di Santa Maria Maddalena. L'ipogeo, interamente scavato nel banco roccioso, presenta una planimetria rettangolare con volta sorretta da un pilastro. Lungo le pareti sono presenti i sedili per i monaci e per i fedeli e un altare sul quale si intravede un danneggiato affresco dello Spirito Santo. Affreschi nella Cripta dello Spirito Santo

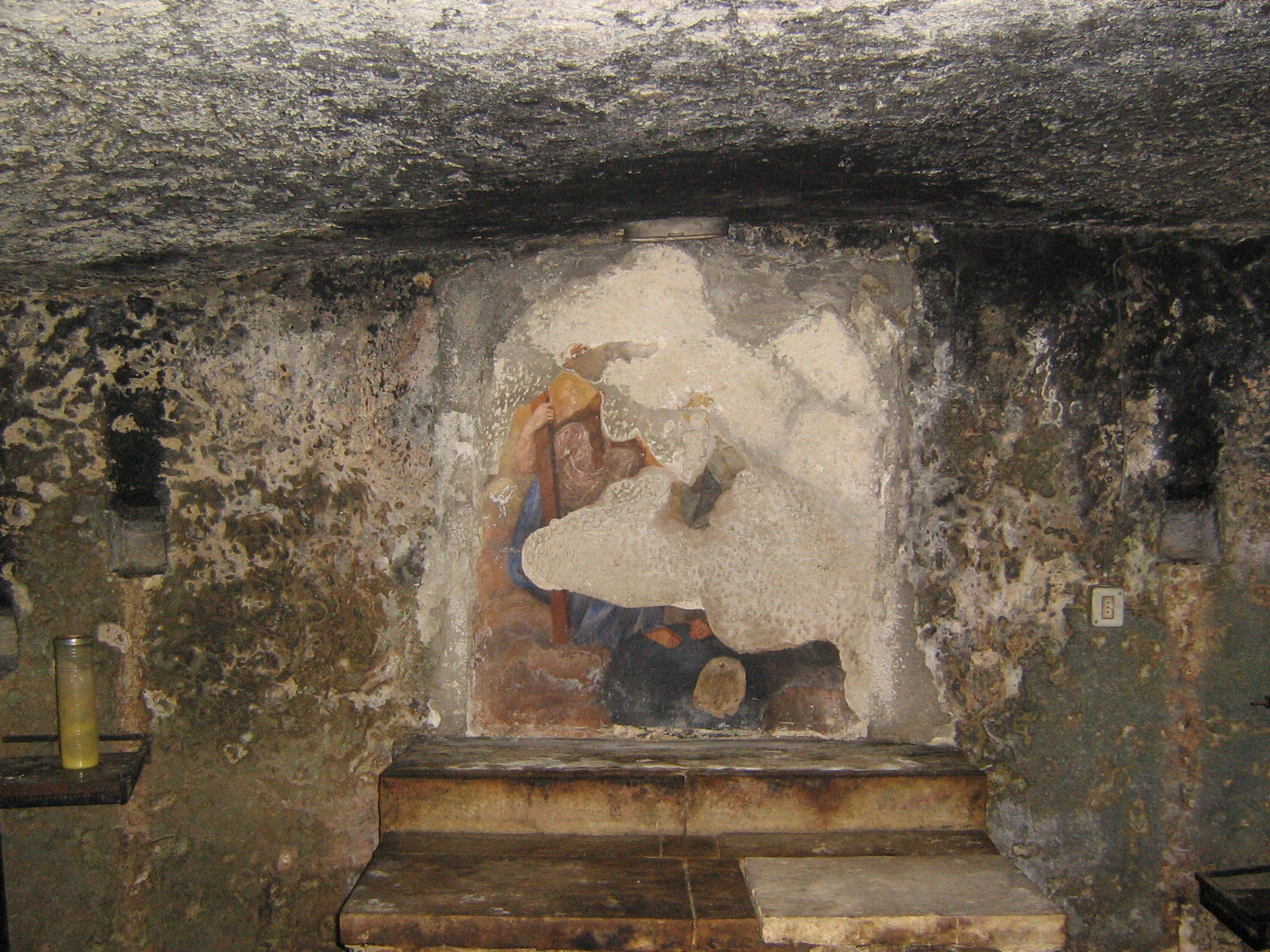
Affreschi nella Cripta dello Spirito Santo

- Palazzo Bacile, XVI secolo.

## Cultura

### Eventi
- Festa patronale in onore di sant'Antonio da Padova e sant'Oronzo, ultima decade di luglio;
- Fiera di Santa Maria Maddalena, ultima decade di luglio;
- Sagra de lu "taraddhru" (tarallo), ultima decade di luglio;
- Rioniadi, terza decade di agosto, organizzata dall'associazione Knidè.
- 28/29/30 Agosto "Preludi" alla Notte Verde, a cura dell'Associazione Casa delle AgricUlture Tullia e Gino
- 31 agosto "Notte Verde" agricUltura e sviluppo ecosostenibile, a cura dell'Associazione di Volontariato Casa delle AgricUlture Tullia e Gino

## Infrastrutture e trasporti

### Ferrovie
La frazione è servita dalla stazione di Andrano-Castiglione posta sulla linea ferroviaria Zollino-Gagliano del Capo gestita dalle Ferrovie del Sud Est.